# José Omar Torres López
José Omar Torres López (Matanzas, Cuba, 1 de febrero de 1953). Estudia  Historia del Arte. Facultad de Filología, Universidad de La Habana, CUBA y  Grabado. Instituto Superior de Arte (ISA), La Habana, CUBA .
Se graduó en 1973 en la Escuela Nacional de Arte. Fue profesor del Instituto Superior de Arte (ISA) entre 1979 y 1987 y director del Taller Experimental de Artes Gráficas (TEAG) hasta 1998. Es vicepresidente de la Asociación de Artistas Plásticos, una de las cinco asociaciones que componen la Unión de Escritores y Artistas de Cuba.

## Exposiciones personales
Su primera  exposición  personal  "Temperas de José Omar Torres" Galería L, La Habana, CUBA. 1973 y   "Polos opuestos" José Gómez Fresquet (FRÉMEZ)/José Omar Torres], Hotel Ambos Mundos, La Habana,  1997.

## Exposiciones colectivas
Participa de forma colectiva en la 1a. Bienal de La Habana, Museo Nacional de Bellas Artes, La Habana, CUBA, 1984.  "Afro Cuban Contemporary Graphic Art"  The Kennedy Center, Washington D. C., ESTADOS UNIDOS DE AMÉRICA, 1999.

## Obras en colección
Sus principales colecciones se encuentran expuestas  en:
- La  Biblioteca Nacional José Martí, La Habana, CUBA.
- Empresa de Proyectos No. 15, Ministerio de la Construcción, Santiago de Cuba, CUBA.
- LUAG. Lehigh University Art Galleries, Bethlehem, Pensilvania, ESTADOS UNIDOS DE AMÉRICA.
- Museo Nacional de Bellas Artes, La Habana, CUBA. Taller Experimental de Gráfica (TEG), La Habana, CUBA.

- Datos: Q9014639